# Ciclismo ai III Giochi del Mediterraneo
Le competizioni di ciclismo ai III Giochi del Mediterraneo si svolsero lungo un percorso cittadino appositamente allestito per i Giochi per quanto riguarda le gare su strada, mentre le gare su pista si sono disputate in un velodromo anch'esso appositamente allestito per i Giochi. Da sottolineare che per questa edizione non sono state previste gare a livello femminile.
L'Italia fu autentica dominatrice nel ciclismo su pista, dove si aggiudicò 9 delle 12 medaglie assegnabili.
Per il ciclismo su strada furono organizzate le seguenti prove:
- Prova individuale in linea (solo maschile)
- Prova a squadre in linea (solo maschile)

per un totale di due medaglie d'oro messe in palio.
Per il ciclismo su pista furono invece organizzate le seguenti prove:
- Prova di inseguimento individuale (solo maschile)
- Prova di inseguimento a squadre (solo maschile)
- Prova di velocità (solo maschile)
- Prova del chilometro a cronometro (solo maschile)

per un totale di quattro medaglie d'oro messe in palio.

## Medagliere
| Pos.   | Nazione | Oro | Argento | Bronzo | Totale |
| ------ | ------- | --- | ------- | ------ | ------ |
| 1      | Italia  | 4   | 3       | 2      | 9      |
| 2      | Spagna  | 2   | 1       | 1      | 4      |
| 3      | Francia | 0   | 2       | 1      | 3      |
| 4      | Marocco | 0   | 0       | 2      | 2      |
| Totale | Totale  | 6   | 6       | 6      | 18     |

## Sommario degli eventi
| Evento                   | Oro                 | Prestazione | Argento               | Prestazione | Bronzo               | Prestazione |
| Ciclismo su strada       |                     |             |                       |             |                      |             |
| Corsa in linea           | Juan Sanchez Camero | 4h28'51"    | Juan Vincens Mesquida | a 3"        | Miguel Martorell Pou | a 5'13"     |
| Cronometro a squadre     | Spagna              | 6 punti     | Francia               | 34 punti    | Marocco              | 36 punti    |
| Ciclismo su pista        |                     |             |                       |             |                      |             |
| Inseguimento individuale | Mario Vallotto      |             | Franco Testa          |             | Marcel Delattre      |             |
| Inseguimento a squadre   | Italia              |             | Francia               |             | Marocco              |             |
| Velocità                 | Sante Gaiardoni     |             | Valentino Gasparella  |             | Sergio Bianchetto    |             |
| Chilometro a cronometro  | Sante Gaiardoni     | 1'10"30     | Valentino Gasparella  | 1'11"10     | Giuseppe Beghetto    | 1'11"20     |